# Гражданские войны времён тетрархии

Основные события времён войн тетрархов.

Гражданские войны времён тетрархии — серия вооружённых конфликтов в Римской империи в первые десятилетия IV века н. э., произошедшие между различными группировками соправителей (августов и цезарей) и узурпаторов. Политическая модель тетрархии была введена императором Диоклетианом (пр. 284—305) в 293 г. с целью сдерживания внутренних политических беспорядков и иностранных вторжений, которые ослабляли государство в контексте кризиса III века. Согласно новой системе, Диоклетиан и Максимиан (пр. 285—308; 310) являлись старшими императорами (августами) Востока и Запада, в то время как Галерий (пр. 293—311) и Констанций I Хлор (пр. 293—306) были их соправителями в ранге цезарей. К моменту стабилизации государства в 305 г., Диоклетиан и Максимиан отрекаются от власти и передают свои титулы Галерию и Констанцию. Новые августы делают своими младшими соправителями Флавия Севера (пр. 305—307) и Максимина Дазу (Дайю) (пр. 305—313), проигнорировав более предпочтительных кандидатов — Константина (сына Констанция I Хлора) и Максенция (сына Максимиана), дав начало разногласиям.
В 306 г. умер Констанций, чья армия при молчаливом согласии Севера возвела в ранг императора Константина. Во избежание конфликта Галерий согласился назначить его цезарем, а Севера — возвести до положения августа. Однако в Риме Максенций провозгласил себя императором, отправившийся на борьбу с ним Север в 307 г. был побеждён и в дальнейшем убит, так как Максенций получил поддержку своего отца в обмен на уступку части властных полномочиях. Попытки Галерия захватить Рим были безуспешны, и в 307 г. он отступил. В дальнейшем Максимиан поссорился с сыном и покинул Италию, в итоге оказавшись при дворе Константина в Галлии. Созванная в ноябре 308 г. конференция тетрархов в Карнунте назначила новым августом Запада Лициния (пр. 308—324), а Максимиану было предписано снова отойти от дел. Он уехал в Галлию, где попытался воспользовался военным походом Константина в 310 г. против франков, чтобы узурпировать власть, но был побеждён и был казнен Константином. По другой версии — принуждён к совершению с самоубийства.
Смерть Галерия в 311 г. нанесла урон системе тетрархии. С 311 по 312 г. Лициний и Максимин II Даза разделили восточные провинции, в то время как Максенций готовился к войне с Константином на западе империи. На фоне этого Константин договорился с Лицинием, после чего вступил в Италию и победил соперника в нескольких сражениях на пути к Риму. Вблизи столицы состоялась генеральная битва у Мульвийского моста, закончившаяся поражением войска Максенция и его гибелью. В 313 г. в Медиолане (совр. Милан) состоялась встреча между Константином и Лицинием. Последний женился на Констанции, родной сестре Константина. Стороны согласовали свою дальнейшую политику, в том числе и в отношении христианства. Был издан т. н. Медиоланский (Миланский) эдикт, Во время переговоров Максимин II Даза попытался организовать вторжение в европейские владения Лициния, которому пришлось срочно покинуть Медиолан для того, чтобы разгромить Максимина в ряде сражений. Последний бежал в Малую Азию, где умер в г. Тарс. В 314 и 316 годах Константин и Лициний сами столкнутся на поле боя, после чего заключат временное перемирие, которое продлилось до весны 324 г. В этом году войска Константина и Лициния встретились в трех важнейших битвах, по итогам которых Лициний был схвачен и выслан в Фессалоники, где был убит в следующем году по приказу Константина. Это позволило Константину утвердить себя в качестве единственного правителя Римской империи.

## Предыстория

Первоначальный раздел Римской империи по модели тетрархии.

Тетрархия как форма административного управления Римской империей появилась в 293 г. по инициативе императора Диоклетиана (пр. 284—305), сумевшего окончательно преодолеть последствия кризиса III века и навести порядок. В ходе первого этапа, также известного как диархия, генерал Максимиан в 285 г. был повышен до статуса цезаря (младшего императора), а в 286 г. — до статуса августа (старшего императора).. Диоклетиан управлял восточными областями империи, в то время как Максимиан — западными.
К 293 г. на фоне восстания Караузия и вторжения персов Диоклетиан понял, что двух императоров для нормального управления государством недостаточно. 1 марта 293 г. в Медиолане Максимиан возвысил Констанция I в качестве своего цезаря., в тот же день или месяц Диоклетиан сделал аналогичный шаг по отношению к Галерию (пр. 293—311) в Филипполисе или Сирмие. Тем самым была создана тетрархия или правление четырёх.
1 мая 305 г. на отдельных церемониях в Медиолане и Никомедии старшие императоры совместно отреклись от власти и отошли от участия в общественной жизни, передав свои титулы Констанцию I Хлору (пр. 293—306) и Галерию (пр. 293—311). Они, в свою очередь, возвысили до ранга цезарей Флавия Севера (пр. 305—307) при августе Констанции на западе и Максимина II Дазу (305—313) при августе Галерии на востоке. Однако возникла проблема: оба цезаря были выбраны под воздействием стремившегося расширить свою власть Галерия взамен более очевидных кандидатов по признаку преемственности в виде Константина (сына Констанция) и Максенция (сына Максимиана). Будущему тетрархической системы это не сулило ничего хорошего.

## Начальные шаги

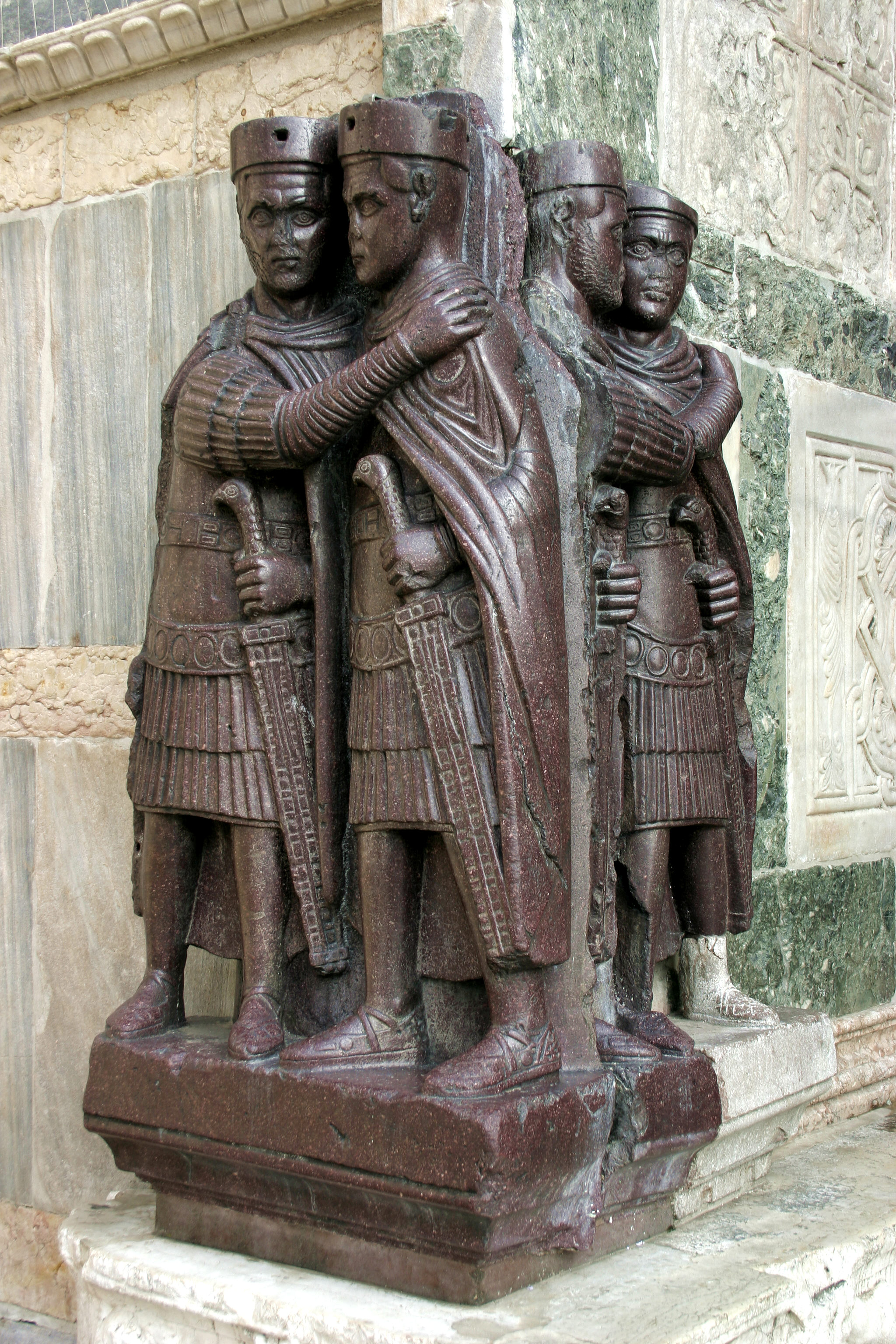
Статуя «Четыре тетрарха». 1-я пол. IV века. Порфир. Высота 130 см. Собор Святого Марка, Венеция.

25 июля 306 г. во время похода против пиктов Констанций I Хлор умер в Эбораке в диоцезе Британия. Эта смерть нанесла первый удар по тетрархии, так как войско провозгласило императором его сына Константина, а не поддержало получение Севером титула август. В обращении к Галерию, Константин попросил признать себя в качестве наследника своего отца и свалил всю ответственность на произошедшее на войско, которое заставило его принять титул. Галерий был разозлён случившемся и готовился отклонить просьбу, но советники показали ему, что подобный шаг может привести к войне. Константин получил от него титул цезаря, в то время как титул августа отошёл к Северу. Желая показать, что он узаконил власть Константина, Галерий лично отправил ему императорский пурпур. Новый правитель принял это решение, устранявшее сомнения в законности его власти.
После произошедшего, в 306 г. сын Максимиана Максенций в Риме тоже провозгласил себя императором, но уже с титулом принцепса. Галерий, испугавшийся появления новых императоров, поручил Северу направиться в Италию и разобраться с претендентом на власть.   Север выдвинулся на Рим из своей столицы в Медиолане во главе войска, ранее подчинявшегося Максимиану. Опасаясь скорого прибытия августа, Максенций предложил своему отцу часть властных полномочий в обмен на союз. Когда Север начал осаду Рима, часть его солдат дезертировала к бывшему командиру. После этого Север бежал в обладавшую неприступными укреплениями Равенну: в обмен на сдачу в плен и отказ от титула Максимиан обещал пощаду и гуманное обращение. Бывшего императора как пленника привезли в Рим и, проведя по городским улицам, заключили на государственной вилле в местечке Три Таверны. В 307 г. Север погиб при туманных обстоятельствах.
Совместное правительство Максенция и Максимиана подверглось новому испытанию в 307 г., когда в Италию вторглось большое войско Галерия. Против него был испытан прежний приём: многие солдаты армии августа дезертировали в обмен на обещанные деньги и титулы. Галерий был вынужден отступить, предав Италию грабежу. После этого власть Максенция была установлена в Италии, Африке, Корсике и Сардинии. В этом же году принцепс решил завязать дружеские отношения с Константином, ради чего отправился в Галлию, выдал за него свою дочь Фаусту  и был признан августом и старшим императором.  Константин признал власть Максенция, но не вмешивался в происходившую в Италии борьбу, сосредоточившись на управлении Британией и Галлией.
В 308 г., вероятно в апреле, Максимиан попытался свергнуть своего сына в Риме, однако войско осталось на стороне его сына, из-за чего бунтарь был вынужден бежать ко двору Константина. Осознавая происходящие на западе империи события, Галерий созвал конференцию тетрархов в Карнунте, на которую Максимиан возлагал особые надежды. Мероприятие началось 11 ноября, её основными решениями стали: удаление Максимиана из структуры тетрархии, понижение Константина до цезаря и назначение Лициния августом Запада для борьбы с Максенцием. Эта система не просуществовала долго: Константин не принял своё понижение, Максимин II Даза не поддержал изменение статуса Галерия и Лициния, также придерживаясь нейтралитета по вопросу власти в Италии.
В 310 г. Максимиан получил под своё командование часть армии Константина и был послан к югу от Арелата для защиты Южной Галлии от возможной атаки Максенция, в то время как сам Константин вёл кампанию против франков на реке Рейн. Однако Максимиан объявив в Арелате о гибели Константина и провозгласил себя императором. Несмотря на предлагаемые взятки, большая часть армии осталась верна Константину, из-за чего бунтарь был вынужден бежать. Константин, узнавший о восстании, прекратил поход и направился на юг Галлии, встретившись с Максимианом у Массилии. Этот город был лучше подготовлен к осаде, чем Арелат, но его жители открыли задние ворота войскам истинного правителя. Максимиан был схвачен, осуждён и лишён титула императора. Константин простил его, но позже по обвинению в покушении на свою жизнь предложил самостоятельно выбрать самому свою смерть. Максимиан повесился в июле 310 г..  

## Борьба Константина и Максенция
К середине 310 г. Галерий был слишком болен, чтобы сохранять участие в имперской политике. Последним его известным поступком стало письмо провинциалам о прекращении гонений на христиан и восстановление религиозной терпимости, размещённое в Никомедии 30 апреля 311 г. Вскоре после провозглашения указа он умер, разрушив имевшуюся на тот момент политическую стабильность. Максимин выдвинулся против Лициния, которого сумел лишить малоазийской Анатолии. Мирный договор между ними был поспешно подписан в лодке посередине Босфора. В это время Константин совершал поездки по Британии и Галлии, в то время как Максенций готовился к будущей войне: укрепил северную Италию и улучшил отношения с христианской общиной, которой позволил выбрать нового римского епископа Мильтиада (пр. 310—314).

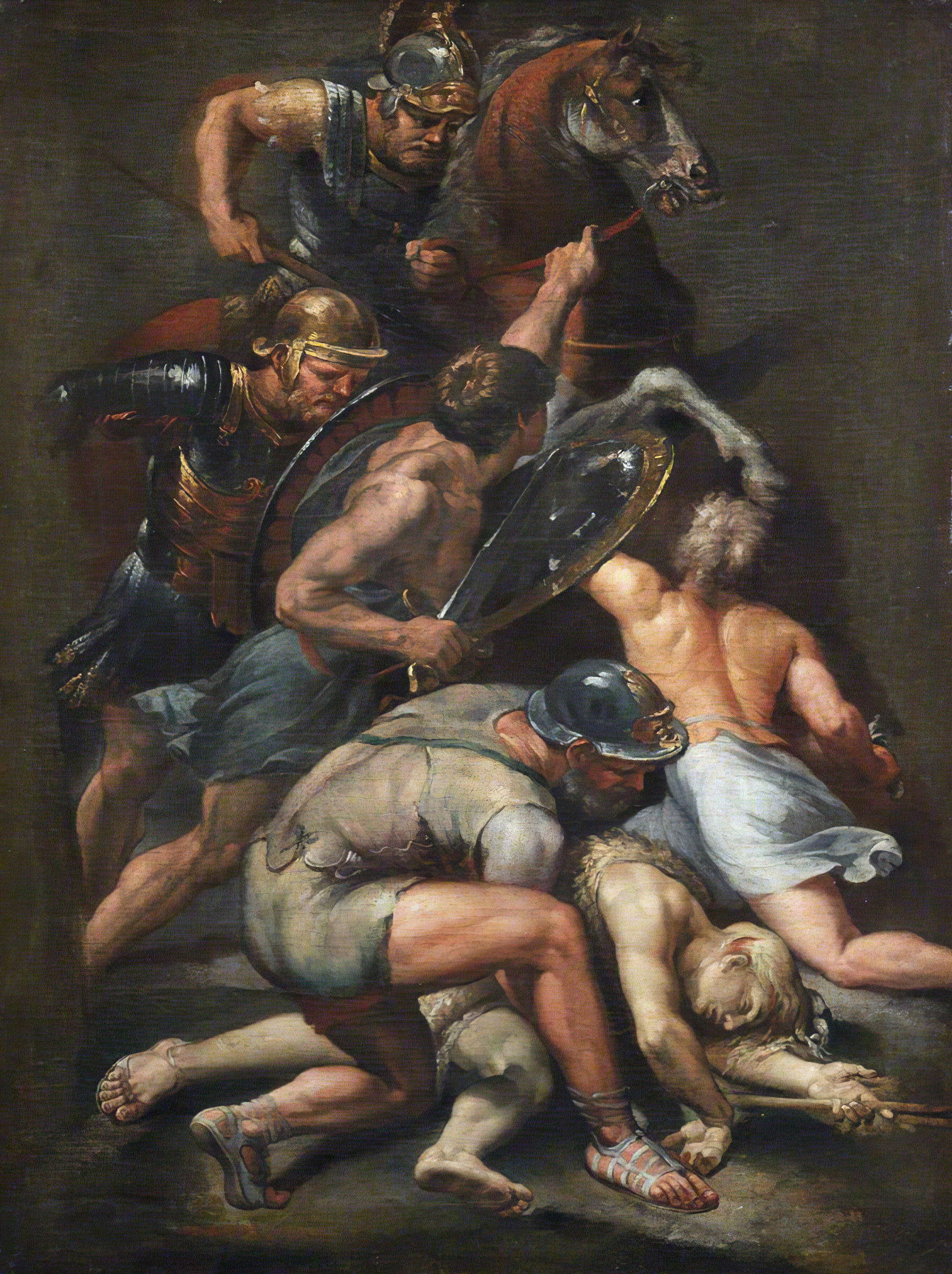
Ладзаро Бальди. Битва Константина и Максенция (с ватиканской фрески) (1650 г.).

Однако имевшаяся первоначальная поддержка народа не выдержала высоких налогов и сокращения торговли, восстания прошли в Риме и Карфагене, в Африке под титулом императора власть узурпировал викарий Домиций Александр (пр. 308—309/311?). К 312 г. Максенций не имел поддержки даже среди христиан Италии. Летом 311 г. Максенций объявил войну Константину под предлогом отмщения за гибель Максимиана, в то время как Лициний был занят делами на востоке империи. Зимой 310—311 гг. Константин решил не допустить союз Максенция и Лициния, предложив последнему руку сестры Констанции (пр. 313—324). Максимин II Даза посчитал это умалением своего авторитета и отправил послов в Рим, предложив Максенцию политическое признание в обмен на военную поддержку, что было одобрено последним. Созыв новой встречи тетрархов был уже невозможен, и население Римской империи повсюду ожидало начала военных действий.
Советники и полководцы отговаривали Константина от упреждающего нападения на Максенция; даже гадания авгуров не обещали ничего хорошего. Но август проигнорировал все предупреждения с такой воодушевлённостью, что некоторые решили, что он руководствуется советами свыше. Ранней весной 312 г. он пересёк Котские Альпы с 40 тыс. воинов, что составляло 25 % от всех его сил. Первое сражение прошло у города Сегузий, который был взят штурмом и оставлен ради дальнейшего продвижения вглубь Италии.
Приближаясь к важнейшему городу Августа-Тауринорум, его войско встретило крупные силы врага во главе с тяжёлой кавалерии, которые смогло одолеть . Горожане отказались открывать врата побеждённым, сдавшись на милость Константина. Другие города Паданской равнины прислали эмиссаров в его лагерь, поздравляя с одержанной победой. Далее он отправился в Медиоланум, где ему вновь открыли ворота и обеспечили радостный приём. Вместе со своим войском он отдыхал там до середины лета, после чего направился к Бриксии. Находившиеся там войска противника были быстро рассеяны, и Константин выдвинулся к Вероне, где находились крупные силы Максенция.
Префект претория и командир веронской армии Руриций Помпеян провёл два сражения с противником у стен Вероны, по итогам которого его войско было разбито, а он сам — убит. Вскоре после этого Верона сдалась, её примеру последовала Аквилея, Мутина и Равенна. Тем самым была открыта прямая дорога на Рим. На берегу Тибра Константин и Максенций встретились в решающей битве, войско последнего было разбито, а сам он утонул в ходе бегства. Константин въехал в Рим 29 октября , устроив пышную церемонию и встреченный народной любовью.  Тело Максенция было выловлено из реки и обезглавлено, его голова была выставлена на городской улице на всеобщее обозрение. После церемоний голова была отослана в Карфаген.

## Борьба Лициния и Максимина

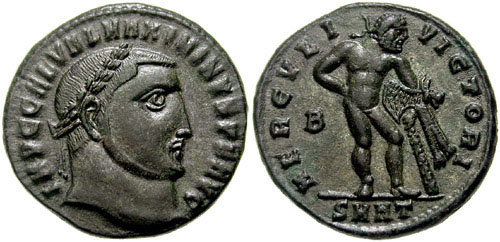
Фоллис Максимина Дазы. На реверсе изображён Геракл, держащий львиную шкуру.

Провинции востока империи после смерти Галерия в 311 г. были поделены между Лицинием и Максимином II Дазой: первый владел Восточной Европой, второй — Азией. Недовольный наделением покойным Лициния титулом августа, Даза ещё в 310 г. при поддержке войска провозгласил себя императором. Пока Константин и Максенций боролись в Италии осенью 312 г., Максимин был занят кампанией в Армении. В феврале 313 г. он возвратился в Сирию, где узнает о: заключении союза между Константином и Лицинием в Медиолане после гибели Максенция; женитьбе Лицинии на Констанции и издании ими эдикта, гарантирующего свободу вероисповедания христианам. С армией в 70 тыс. человек Даза достигнул Вифинии, однако его люди сильно ослабли из-за плохой погоды.
В апреле 313 г. он пересёк пролив Босфора в районе Византия, удерживавшегося войсками Лициния и который был взят им за 11 дней. После этого за время восьмидневной осады захватил Перинф, после чего перекинул большую часть армии на переправу в 18 римских милях от города,. Лициний, обладавший меньшим войском (возможно численностью в 30 тыс. человек), прибыл в Адрианополь. Пока Максимин осаждал Перинф, Лициний устроил лагерь у второй станции переправы в 18 милях впереди. После бесплодных переговоров войска встретились у Дзурула.Даза был разбит, ему самому удалось сбежать в Никомедию, прикинувшись рабом. Позже он попытался остановить продвижение противника у Киликийских Врат с помощью размещённых там укреплений, но Лициний смог переправиться. Наступление продолжало развиваться по воде и суше, вынудив Максимина отступить к Тарсу. В июле или августе 313 г. Максимин умер, позднее были убиты его жена и дочь.

## Борьба Константина и Лициния
В дальнейшем Константин и Лициний сохранили союзнические отношения, которые не смогли долго просуществовать. Вполне возможно, на это повлияло назначение мужа сводной сестры Константина Анастасии сенатора Бассиана цезарем и выделение ему Италии. Два августа столкнулись друг с другом в сражениях при Цибале и Мардии в 316/317 гг., в итоге заключив мир 1 марта 317 г. в Сердике. По его условиям Лициний признавал верховенство Константина и уступал ему все балканские территории кроме Фракии, правивший в это время Востоком соимператор Валерий Валент (пр. 316—317) был казнён. Константин провозгласил себя и Лициния консулами, а их сыновья Крисп (пр. 317—326), Константин (пр. 317—340) и Лициний (317—324) стали цезарями.
Но установившийся мир не мог просуществовать достаточно долго. В 320 г. Лициний отменил существовавший со времён Миланского эдикта режим религиозной свободы, после чего начал притеснять христиан.  В свою очередь Константин в 321 и 323 г. пересекал границы между двумя частями империи, преследуя сарматов на Дунае и готов во Фракии.
В 324 г. Константин собрал армию и флот в Салониках на Халкиде, после чего выдвинулся к Адрианополю. Произошедшее 3 июля сражение окончилось поражением Лициния и отступлением его войска к флоту в районе Геллеспонта. Пока Лициний был осаждён в Византии, его имевший численное превосходство флот проиграл Криспу. После этого Лициний эвакуировал свою армию и гарнизон Византия на азиатском побережье Босфора, соимператору Мартиниану (пр. 324) было поручено блокировать Константина. Пополнив армию вестготами, Лициний обосновался у Хризополиса, в финальном сражении у которого был побеждён 18 сентября 324 г.  Побеждённый правитель бежал в Никомедию, на следующей день осады которой сдался в плен.

## Итоги

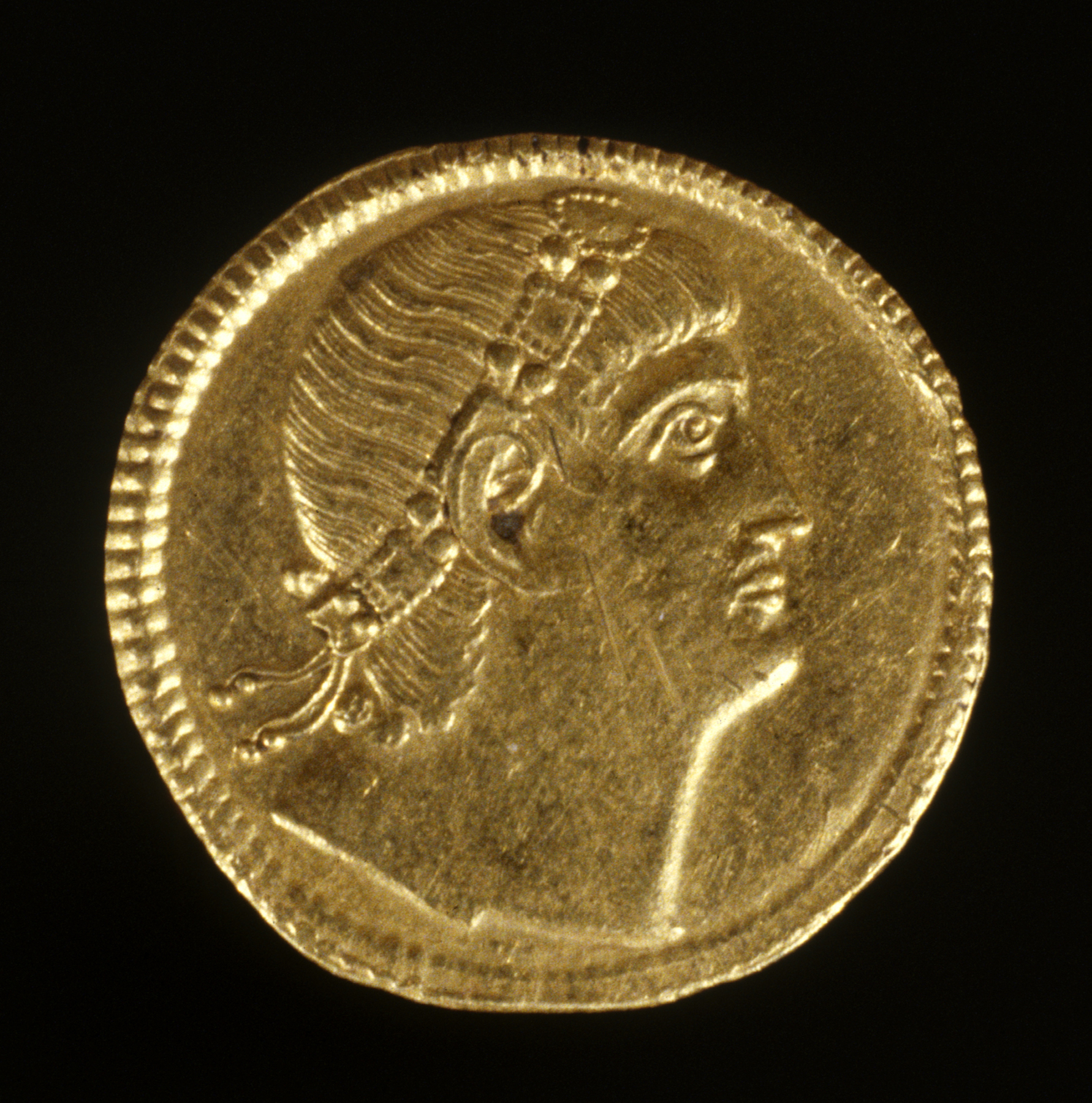
Медальон Константина I, отчеканен в Никомедии (сейчас Измит, Турция) к празднованию 30-летия правления.

После решительной победы над конкурентами, Константин утвердился в качестве единоличного правителя Римской империи. Лициний был арестован и выслан в Салоники, а Мартиниан — в Каппадокию, где оба могли жить в качестве обычных граждан. Несмотря на это, по подозрению в организации заговора против императора Мартиниан был казнён в конце 324 года, Лициний был убит к весне 325 года. О судьбе Лициния II нет однозначного мнения.
Так как вместе с Лицинием проиграл языческий и грекоязычный центр на Востоке, противопоставлявший себя христианскому и латинскому Риму, Константин решил с помощью новой столицы продемонстрировать интеграцию Востока в Римскую империю. В 324 году город Византиум (Константинополь) был избран новой столицей, решение было принято главным образом из-за стратегического месторасположения и перестройки города под римские стандарты при Септимие Севере (пр. 193—211) и Каракалле (пр. 198—217).
Константин внёс множество изменений в административные, военные, гражданские и религиозные институты. Опираясь на административные реформы Диоклетиана, он стабилизировал валюту (введя золотую монету солид, ставшую высокоценной и стабильной единицей расчёта), основал собственную династию и реформировал армию, вроде расформирования преторианцев и Equites singulares. Христианство не стало официальной религией государства, Константин предоставил этой вере щедрые привилегии. Также при нём был заложен принцип не вмешательства государя в вопросы религиозной доктрины, которые должны разрешать созываемые им всеобщие церковные советы.